# Thomas Jones (jogador de futebol americano)

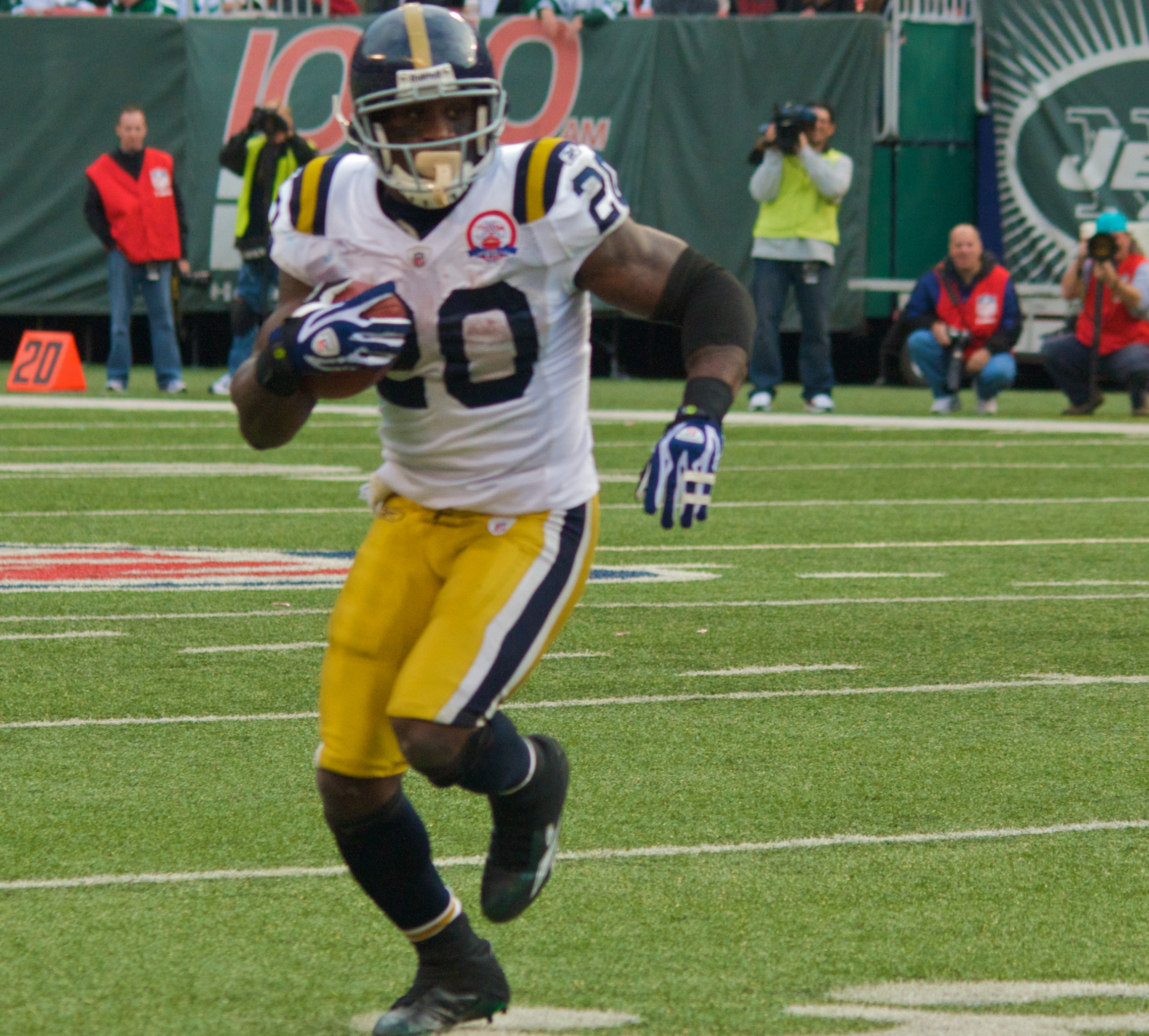
Thomas Jones jogando pelo New York Jets

Thomas Quinn Jones (19 de agosto de 1978, Big Stone Gap, Virginia) é um ex-jogador de futebol americano que atua como running back pelo na National Football League. Foi escolhido no Draft de 2000 da NFL pelo Arizona Cardinals. Jogou futebol americano universitário pela Universidade da Virgínia.
Jones já jogou pelo Tampa Bay Buccaneers, Chicago Bears, New York Jets e pelo Kansas City Chiefs. Ele é o irmão mais velho do running back do Seattle Seahawks, o Julius Jones. Em 2008 foi selecionado para o Pro Bowl pela primeira vez na carreira.

## Números na carreira
- Jardas terrestres: 10 591
- Jardas por corrida: 4,0
- Touchdowns terrestres: 68